# Wilhelm Dindorf
Karl Wilhelm Dindorf, latinisiert Guilielmus Dindorfus (* 2. Januar 1802 in Leipzig; † 1. August 1883 ebenda) war ein Klassischer Philologe.

## Leben
Dindorf wurde 1802 als ältester Sohn des Sprachwissenschaftlers und Theologen Gottlieb Immanuel Dindorf (1755–1812) in Leipzig geboren. Er besuchte von 1810 bis 1817 die Thomasschule zu Leipzig und die Klosterschule in Donndorf. Im Anschluss studierte er bis 1828 Klassische Philologie an der Universität Leipzig. Christian Daniel Beck (1757–1832) übertrug ihm mehrere Arbeiten. 1827 wurde er für ein Jahr als Kustos an die Königlich Preußische Bibliothek in Berlin berufen. 1828 kehrte er nach Leipzig zurück und wurde daselbst zum Dr. phil. und Magister promoviert.
Von 1828 bis 1833 war Dindorf als außerordentlicher Professor für Literaturgeschichte an der Philosophischen Fakultät der Leipziger Universität tätig. Als sich seine Hoffnungen zerschlugen, als Nachfolger Christian Daniel Becks den Lehrstuhl für griechische und lateinische Literatur zu übernehmen, trat er von diesem Posten zurück. Danach wirkte er als Schriftsteller und Privatgelehrter. Er gab zahlreiche Editionen antiker griechischer Texte heraus, die oft mehrere Auflagen erlebten und zum Teil noch im 20. Jahrhundert nachgedruckt wurden. 1846 wurde Dindorf zum korrespondierenden Mitglied der Preußischen Akademie der Wissenschaften gewählt. Er starb 1883 in Leipzig.
Dindorfs jüngerer Bruder Ludwig (1805–1871) war ebenfalls ein bekannter Philologe.

## Schriften (Auswahl)

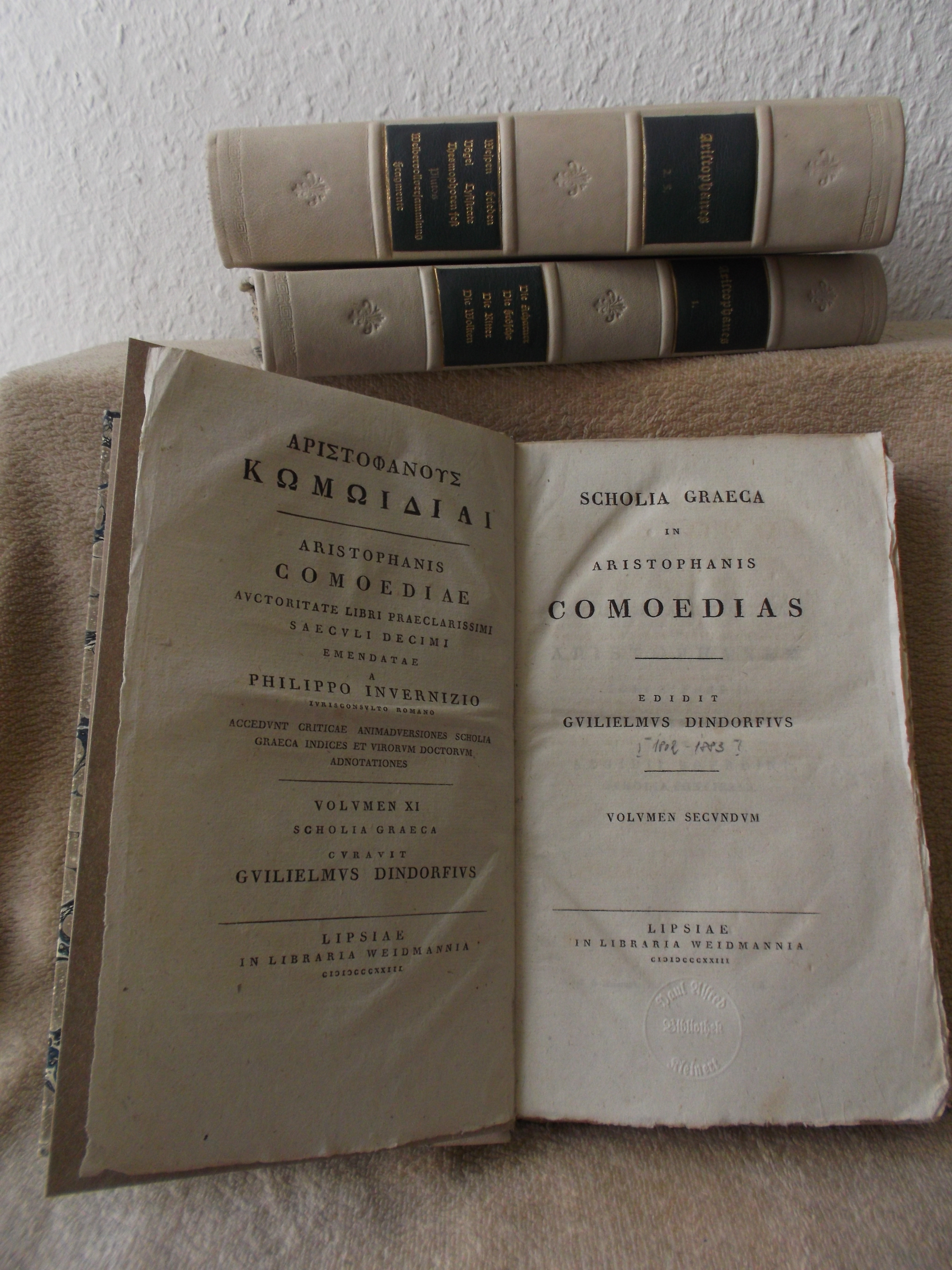
Wilhelm Dindorf: Die griechischen Scholien zu Aristophanes’ Komödien, 1823

- Aristophanis Pax. Weidmann, Leipzig 1820. (Digitalisat)
- Aristophanis Equites. Weidmann, Leipzig 1821. (Digitalisat)
- Oidipous Tyrannos. Hartmann, Leipzig 1821. (Digitalisat)
- Euripides’ Heraclidae und Sophokles’ Oedipus Coloneus. Hartmann, Leipzig 1821.
- Aristophanis Aves. Weidmann, Leipzig 1822. (Digitalisat)
- Euripides’ Hippolytus und Aristophanes’ Bacchae. Hartmann, Leipzig 1822.
- Plato’s Symposion. Cnobloch, Leipzig 1823.
- Die griechischen Scholien zu Aristophanes. Weidmann, Leipzig 1823.
- Ranae. Weidmann, Leipzig 1824.
- Homer. 2 Bände. Teubner, Leipzig 1824.
- Aristophanes. 2 Bände. Teubner, Leipzig 1825.
- Sophokles, Isokrates und Demosthenes. 3 Bände. Teubner, Leipzig 1825. (³1874).
- Homer. 5 Bände. Weidmann, Leipzig 1825.
- Joannis Alexandrini τονιϰὰ παραγγέλματα et Aelii Hadriani περὶ σχημάτων. Weidmann, Leipzig 1825.
- Stephanus Byzantinus. 4 Bände. Kuehn, Leipzig 1825. (Digitalisat Band 1), (Band 2), (Band 3)
- Isokrates’ Panegyrikus et Horatius ex recensione Bentleii. 2 Bände. Leipzig 1826.
- Athenaeus 3 Bände. Weidmann, Leipzig 1827. (Digitalisat Band 1), (Band 2) (Band 3)
- Aeschyli Agamemnon ex rec. Porsoni passim reficta. Teubner, Leipzig 1827.
- Beiträge zur Kritik des Aeschylus. Teubner, Leipzig 1862. (Digitalisat Band 1)
- Ueber die mediceische Handschrift des Aeschylus und deren Abschriften. Dieterich, Göttingen 1863. (Digitalisat Band 1), (Band 2), (Band 3,1), (Band 3,2)
- Sophoclis tragoediae superstites et perditarum fragmenta. Teubner, 1867 (Digitalisat)
- Mitarbeiter an Stephanus’ Thesaurus Linguae graecae in 9 Bänden (Paris 1831–63)